# Guillaume Coelho
Guillaume Coelho (* 19. März 1986 in Le Puy-en-Velay) ist ein französischer ehemaliger Fußballspieler.

## Karriere
Coelho begann seine Karriere im Jahre 1999 mit INF Vichy. Nach zwei Jahren verließ er Vichy und wechselt zur zweiten Mannschaft des LB Châteauroux, in deren Kader er bereits als 15-Jähriger stand. In der Saison 2004/05 wurde er erstmals in der ersten Mannschaft eingesetzt, die in der zweiten Liga spielte. In dieser Saison kam er auf zwei, in der folgenden auf einen Zweitligaeinsatz, wurde danach aber nicht mehr für die erste Mannschaft berücksichtigt. 2007 wechselte er zum Viertligisten Croix de Savoie, mit dem er ein Jahr später in die dritte Liga aufstieg. 2009 unterschrieb er bei der US Orléans, mit der ihm ein Jahr später erneut der Aufstieg in die dritte Liga gelang. In Orléans avancierte Coelho zum Stammspieler. Nach Ablauf seines Vertrages im Sommer 2013 verließ er Orléans und ist seit dem Vereinslos.